# マーヤ (小惑星)
マーヤ (66 Maja) はメインベルトに位置する小惑星である。アメリカ合衆国の天文学者ホレース・タットルが発見した。
名前はギリシア神話に登場するアトラースとプレーイオネーの間に生まれたプレイアデス7姉妹の一人、マイア (Maia) から命名された。